# Asymmetrie
Von Asymmetrie wird gemeinhin gesprochen, wenn in den betrachteten Verhältnissen oder Relationen eine Symmetrie nicht  vorliegt, aber symmetrische Formen denkbar oder möglich sind. Umgangssprachlich ist damit häufig Seitenverschiedenheit gemeint. Mathematisch wird zwischen nichtsymmetrisch, antisymmetrisch und asymmetrisch unterschieden.

## Medizin
In der Medizin wird von Asymmetrie gesprochen, wenn sich paarig angelegte Teile des Körpers wie Augen, Ohren oder Gliedmaßen nach Form, Größe oder Lage deutlich voneinander unterscheiden, beziehungsweise wenn Körperseiten verglichen nach den an der Medianebene gespiegelten Hälften erheblich verschieden sind.
Zwar zählt der Mensch zu den Bilateria oder Zweiseitentieren, doch ist sein Körper nicht seitengleich aufgebaut. Ersichtlich zeigen dies unpaare innere Organe wie das Herz, die nicht in der Mitte, sondern auf einer Seite liegen (Lateralisation). Die typische Links-Rechts-Asymmetrie ihrer Lage wird vermittelt durch Signalproteine (z. B. Nodal) in der Embryogenese festgelegt. Dabei führt die ontogenetische Entwicklung sehr selten zu abweichenden Lagen von Organen oder Transpositionen von Gefäßen (Heterotaxie), unter Umständen mit spiegelverkehrtem Lagebild (Situs inversus); äußerst selten ist ein Entwicklungsverlauf ohne Symmetriebruch (Isomerismus).
Die paarigen Gebilde werden bilateral symmetrisch angelegt. Jedoch werden die meisten, genauer betrachtet, im Weiteren nicht streng symmetrisch ausgebildet, sondern zeigen in der Regel Seitenunterschiede. So sind nicht nur die beiden Ohrmuscheln etwas unterschiedlicher Gestalt und ihre Abstände vom Kopf durchschnittlich um 2 mm verschieden. Auch das Gesicht zeigt charakteristischerweise eine von der rechten verschiedene linke Hälfte. Ebenfalls sind zumeist weder beide Arme noch beide Beine jeweils genau gleich lang. Ebenso sind sie nicht gleich stark, und bei bestimmten Bewegungsmustern wird eine Seite bevorzugt. Ähnlich verhält es sich mit Anteilen des Gehirns, die anatomisch seitenverschieden sein können und in manchen Regionen auch nach funktionaler Präferenz lateralisiert sind.
Von einer Symmetrie im Körperbau kann daher nur mit gewissen Beschränkungen die Rede sein und in Bezug auf ein abstraktes Modell wie einen Bauplan. Für den gesamten Körper ist sie nicht einmal in Ausnahmefällen gegeben.

## Mathematik
In der Mathematik wird eine Relation, die nicht die Bedingung für Symmetrie erfüllt, nicht symmetrische Relation genannt, und eine solche, wenn sie darüber hinaus die Bedingungen für Asymmetrie erfüllt, als asymmetrische Relation bezeichnet.
Davon abzugrenzen ist der Begriff der Antisymmetrie. Während eine asymmetrische Relation zugleich auch antisymmetrisch ist, ist nicht jede antisymmetrische Relation zugleich auch eine nicht symmetrische Relation.

## Mechanik
In der Mechanik bringt Asymmetrie oft Nachteile mit sich, zum Beispiel bei ungleicher Belastung durch äußere Kräfte. Im Bauwesen versucht man ebenfalls oft, unsymmetrische Bauweisen zu vermeiden. Beispielsweise sind die Wirkungen von Erdbeben, aber auch von Windkräften an symmetrischen Hochhäusern etwas geringer, besonders wichtig ist diese Eigenschaft beim Bau von Fundamenten.
Für manche Anwendungen wird aber Asymmetrie absichtlich hergestellt, wie beim mechanischen Exzenter, bei gewissen Anwendungen des Hebelgesetzes oder beim Abblendlicht von PKW-Scheinwerfern.

## Nachrichtentechnik
Im Jargon der Nachrichtentechnik wird die unsymmetrische Signalübertragung oft kurz nur als „asymmetrisch“ oder „unsymmetrisch“ bezeichnet. Beispielsweise ist mit asymmetrischem Kabel ein Kabel für unsymmetrische Signalübertragung gemeint. Der Begriff „asymmetrisch“ ist in diesem Zusammenhang irreführend, da bereits eine geringe Abweichung zur perfekten Symmetrie (Geometrie) als „Asymmetrie“ bezeichnet wird. In der Nachrichtentechnik ist jedoch eine unsymmetrische Signalübertragung gemeint, bei der eine Wechselspannung übertragen wird, die auf ein Massepotential bezogen ist. Auch eine in der Symmetrie gestörte symmetrische Signalübertragung kann als asymmetrisch bezeichnet werden, wobei ein wesentlicher Unterschied zur unsymmetrischen Signalübertragung besteht.

## Kryptographie
In der Kryptographie werden Verschlüsselungssysteme, bei denen beide Seiten – Sender und Empfänger – den gleichen Schlüssel benötigen, als symmetrisch bezeichnet. Demgegenüber stehen Verschlüsselungssysteme, bei denen Sender und Empfänger unterschiedliche Schlüssel verwenden, die asymmetrischen Kryptosysteme.

## Chemie
In der Chemie spricht man bei chiralen (optisch aktiven) Molekülen von asymmetrischen Zentren (besser: stereogenen Zentren), vor allem bei Kohlenstoff-Verbindungen. In sogenannten Chiralitätszentren besitzt beispielsweise ein Kohlenstoffatom vier unterschiedliche Substituenten. Man kann mit Hilfe der Fischer-Regeln oder dem CIP-System derartigen organischen Molekülen eindeutige Namen zuweisen, die die räumliche (dreidimensionale) Struktur eindeutig beschreiben.

## Kunst

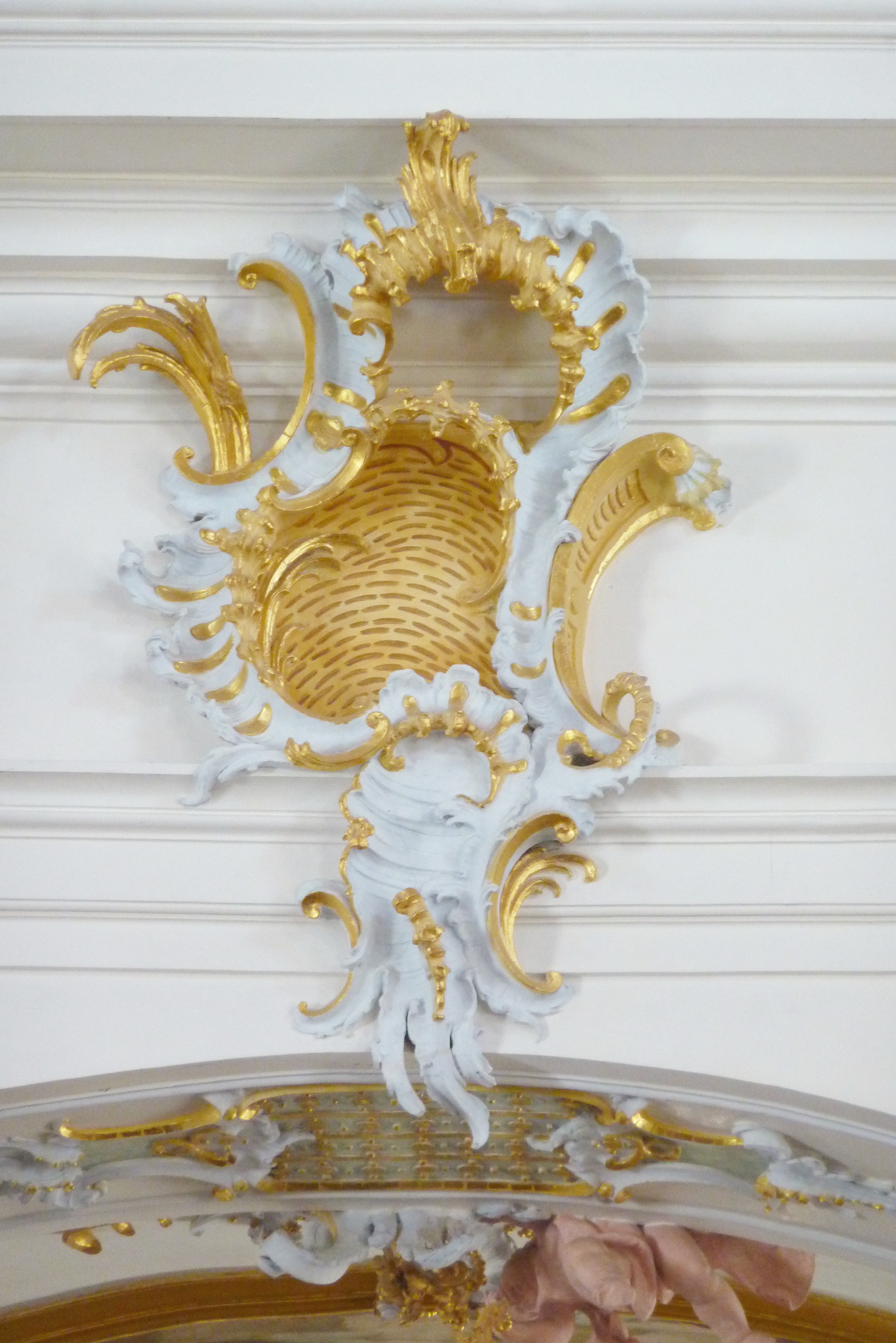
Ein asymmetrisches Rokoko-Ornament (Rocaille)

In der Kunst weckt Asymmetrie meist mehr Interesse als spiegelartige Ähnlichkeit. So wirkt ein Gemälde oder Foto häufig flach, wenn das Motiv genau in der Mitte platziert ist. Auch eine Diagonale im Vordergrund belebt fast jede Grafik, wie oft an Linol- oder Holzschnitten zu bemerken ist.
Auch beim Bühnenbild oder in der Musik ist ein Mehr an Aufmerksamkeit oder Spannung zu erreichen, wenn eine Struktur nicht exakt spiegelsymmetrisch ist.
Während im Barock ein Kunstgattungen übergreifender Gestaltungswille Formen zueinander in Beziehung setzt und hierbei zentrale Elemente durch symmetrische Anordnungen betont, werden im anschließenden Rokoko für ornamentale Ausschmückungen asymmetrische und unregelmäßige Formen zum kennzeichnenden Gestaltungsmerkmal.
Allgemein wird für viele Themen in der Kunst wie auch bei der Gestaltung von Fassaden, Auslagen, Plätzen, Parks, Gärten etc. nicht eine symmetrische Raumaufteilung bevorzugt, sondern eine Teilung, die dem Goldenen Schnitt nahekommt (etwa 5:8).

## Wirtschaftstheorie
Das Ziel des privaten oder gewerblichen Verkaufes ist es entweder Gewinn zu erzielen oder drohende Verluste zu vermeiden. Hierzu wird in der Kommunikation mit dem potentiellen Abnehmer vor allem Asymmetrische Information mit Hilfe der Verkaufspsychologie angestrebt. Der Abnehmer soll nur scheinbar die Wahl haben, am besten zwischen den vom Anbieter gebotenen Alternativen. Gegenstand asymmetrischer Informationsdarstellung sind regelmäßig die Werbung, das Verkaufsgespräch und die Vertragsverhandlung.

## Sozialwissenschaften
Man spricht von Machtasymmetrie, wenn in einer Situation Handelnde strukturell ungleiche Handlungschancen besitzen. In der Kommunikation ist eine asymmetrische Kommunikation dann gegeben, wenn die Gesprächsbeteiligten nicht gleichberechtigt sind. Beispiel: Interessenkonflikt zwischen einem Vorgesetzten und einer nachgeordneten Mitarbeiterin.
Vergleiche: Paul Watzlawick | Kybernetik

## Sprachwissenschaft/Semiotik
Auch in der Sprachwissenschaft wird über die asymmetrische Natur der sprachlichen Zeichen diskutiert.